# Mirosławice (gromada)
Mirosławice – dawna gromada, czyli najmniejsza jednostka podziału terytorialnego Polskiej Rzeczypospolitej Ludowej w latach 1954–1972.
Gromady, z gromadzkimi radami narodowymi (GRN) jako organami władzy najniższego stopnia na wsi, funkcjonowały od reformy reorganizującej administrację wiejską przeprowadzonej jesienią 1954 do momentu ich zniesienia z dniem 1 stycznia 1973, tym samym wypierając organizację gminną w latach 1954–1972.
Gromadę Mirosławice siedzibą GRN w Mirosławicach utworzono – jako jedną z 8759 gromad na obszarze Polski – w powiecie kutnowskim w woj. łódzkim, na mocy uchwały nr 30/54 WRN w Łodzi z dnia 4 października 1954. W skład jednostki weszły obszary dotychczasowych gromad Czarnów, Konstantynów, Jaroszówka, Mateuszrw, Orłów-Parcel, Orłów wieś (kolonia), Potok, Szewce Nadolne, Szewce Owsiane i Waliszew ze zniesionej gminy Bedlno w tymże powiecie. Dla gromady ustalono 18 członków gromadzkiej rady narodowej.
1 lipca 1968 gromadę zniesiono, a jej obszar włączono do gromad: Bedlno (wieś Czarnów, wieś Konstantynów, wieś Mateuszów, wieś Mirosławice, przysiółek Wiktorów, wieś Potok, przysiółek Eliaszew, wieś Szewce Nagórne, wieś Szewce Owsiane, wieś Szewce Nadolne, wieś Szewce Dolne i wieś Waliszew) i Załusin (wieś Jaroszówka, wieś Orłów-Kolonia, wieś Orłów Parcela, wieś Dąbrówka i przysiółek Gruszkowizna) w tymże powiecie.